# Araña Feminista
Araña Feminista es una articulación de movimientos sociales autónomos feministas en Venezuela, creada en 2010 en defensa de los derechos de las mujeres en la que confluyen organizaciones de base, colectivos e individualidades de la izquierda feminista socialista. Entre sus objetivos está la lucha contra la violencia hacia las mujeres y la despenalización del aborto. Entre las acciones en las que han participado se encuentran la inclusión de más postnatal e inamovilidad laboral para mujeres y hombres en la Ley Orgánica del Trabajo, los Trabajadores y las Trabajadoras del 2012, la despenalización del aborto en un nuevo Código Orgánico Penal, y la implementación sin discriminación por parte del Ministerio Público y los Tribunales de la Ley Orgánica por el Derecho de las Mujeres a una Vida Libre de Violencia. Mantienen desde 2011 una página de opinión en el diario de circulación nacional "Correo del Orinoco" y una columna el diario capitalino "Ciudad Caracas". En el 2013 editaron su primer libro "La Araña Opina", una recopilación de los artículos publicados en diferentes periódicos y revistas.

## Trayectoria
La Araña Feminista nace el 1 de marzo de 2010, en los espacios del Centro de Estudios de la Mujer de la Universidad Central de Venezuela, convocada por la profesora Alba Carosio y la artista María Centeno, con el objetivo de articular movimientos e individualidades feministas. Una docena de organizaciones respondieron al llamado.

"Nos planteamos un objetivo inicial: constituir un espacio de encuentro para algunos colectivos que existían y hacer visible otra cara al feminismo, ya que considerábamos que solo se conocía un feminismo elitesco, concentrado en las luchas por reivindicaciones legales, y con una visión muy unificadora de las mujeres, un feminismo de ONG sin visión transformadora. Sin embargo, al calor del renacimiento de los movimientos sociales que impulsaba el proceso revolucionario bolivariano, durante los 10 años del proceso, se habían constituido otras organizaciones y espacios que no respondían a ese tipo de feminismo liberal".

Su primera acción de calle fue el 29 de abril de 2010, frente al Tribunal Supremo de Justicia, solicitando justicia por el femicidio de Jennifer Carolina de Valero, esposa del conocido púgil venezolano Edwin (Inca) Valero, quien asesinó a su esposa luego de muchas denuncias de maltrato intrafamiliar, todas desoídas por el Ministerio Público.
En 2011, a instancias de la diputada Lelis Páez Sánchez, la Araña Feminista entregó una propuesta para la modificación del Código Orgánico Penal, que se encontraba en debate en la Comisión Permanente de Política Interior entre la primera y la segunda discusión de la plenaria de la Asamblea Nacional, en el cual destacan: despenalización del aborto sin restricción hasta la duodécima semana de gestación, penalización del consumo de la prostitución, contemplar como agravante y establecer como crimen de odio los cometidos contra las personas sexo diversas, entre otras.
También en 2011 la red se sumó a otras organizaciones de mujeres como el Frente Bicentenario de Mujeres 200, el Movimiento de Mujeres Ana Soto entre otros para reivindicar ser incluidas en la nueva Ley Orgánica del Trabajo incorporando el reconocimiento en el ámbito laboral de las necesidades de las mujeres. Por otro lado la red participó activamente en la elaboración de las Leyes del Popular, donde lograron junto a otros movimientos sociales la inclusión de los Comités de Igualdad y Equidad de Género en la forma de organización de los Consejos Comunales.
Desde 2010, Araña Feminista se convierte en la primera referencia nacional en la lucha por la Despenalización del Aborto en Venezuela, convocando cada 28 de septiembre movilizaciones en Caracas y otros puntos del país.
Desde 2012 convocan una concentración anual cada 25 de noviembre para conmemorar el Día Contra la Violencia a la Mujer frente a la Fiscalía de Venezuela, denunciando las dificultades a las que se enfrentan las mujeres venezolanas para acceder a la justicia que garantiza la Ley Orgánica sobre el Derecho de las Mujeres a una Vida Libre de Violencia, denunciando la falta de voluntad política para aplicar la Ley por parte de los operadores del sistema judicial y policial venezolano.
El 8 de marzo de 2017 se sumó a la convocatoria del Paro Internacional de Mujeres. Entre los elementos de denuncia se subrayó la lucha contra la violencia obstétrica con una protesta frente a la Maternidad Concepción Palacios en Caracas y la Maternidad del Hospital Central de Barquisimeto en el estado Lara.

## La Organización
Araña Feminista tiene entre sus objetivos ser un espacio para impulsar la transformación económica y sociocultural feministas de izquierda en Venezuela, articular y generar análisis, pensamiento y acciones enmarcadas dentro de la lucha feminista socialista, respetando la diversidad, la identidad y actuación de cada individualidad y colectivo, entendiendo que el feminismo no es solo un asunto de mujeres, sino de personas involucradas en la revolución. En la red se articulan organizaciones de mujeres,  mixtas y de la género sexo diversidad.

### Miembros de la red
La red está formada por una veintena de organizaciones y movimientos: Círculos Populares Femeninos, Colectivo Ecosocialista Autana Tepuy, Coord. Investigación CEM-UCV, Cumbe de Mujeres Afrovenezolanas, Colectiva de Mujeres de Aragua, Col. Sorfanny Alfonzo Comandanta Patricia,  Col. Red Nac. de Tuiteros y Tuiteras Socialista, Cooperativa Lactarte, Crianza en Tribu, Diversidad UBV, Espiral Feminista Revolucionaria (Edo. Lara), Frente de Mujeres Socialista (Edo. Anzoátegui), MOMUMAS (Edos. Miranda y Anzoátegui), Mov. de Mujeres de Mérida (Edo. Mérida), Mov. Socialista de Enfermer@s, Mujeres por la Vida (Edo. Lara), Musa (Edo. Aragua), Organización de Mujeres Josefa Joaquina Sánchez (Edo. Vargas), Red de Mujeres Campesinas María Lionza (Edo. Yaracuy), Misión Justicia Socialista, Revista Mujer tenía que ser "dirigida a sectores populares", Periódico Noticias de Mujer, Surco, y Tinta Violeta.

## Encuentros de coordinación
Cada dos años La Araña Feminista organiza el "Encuentro de Mujeres y Feministas", espacio que funge como Asamblea General. En ella se deciden las políticas y líneas de acción de la red. Por otro lado, anualmente se convocan reuniones nacionales donde se validan o rechazan las decisiones tomadas por la Coordinación Nacional.   
- 2011. Realizado en el Fundo Zamorano Carmelo Mendoza, Parroquia Humocaro Bajo, Sector la Estancia, El Tocuyo. 24 y 25 de septiembre de 2011[19]
- 2013. Realizado en Centro Regional de Apoyo al Maestro (CRAM) de Clarines, estado Anzoátegui. 8, 9, 10 y 11 de agosto de 2013[20]
- 2015. Realizado en el INCES de Caricuao, Caracas. 11 al 13 de septiembre de 2015.[21]

## Articulaciones nacionales e internacionales
En el ámbito nacional ha promovido diversos espacios de articulación, tanto feministas como de movimientos sociales y populares. En 2011 participó como parte del equipo promotor del Gran Polo Patriótico Simón Bolívar convocado por el presidente Hugo Chávez en apoyo a la Revolución Bolivariana. Además, se incorporan al equipo propulsor nacional de la "Unión Nacional de Mujeres" (UNAMUJER) en el año 2013.
En el ámbito internacional Araña Feminista forma parte, desde el año 2010, de la "Articulación de Movimientos Sociales hacia el Alba".  En este marco, participa en la convocatoria junto a otros movimientos mixtos y feministas del Encuentro Feminista Continental en Bogotá, Colombia, 2016, del cual sale elegida como vocera Daniella Inojosa de la Red. Participa también activamente en la Marcha Mundial de las Mujeres, su vocera ante esta instancia internacional, Alejandra Laprea, asumió en el 2016 la suplencia como miembro de la Secretaría Internacional por el Continente Americano. Además forma parte de la Red Latinoamericana de Mujeres Transformando la Economía (REMTE), organización que agrupa a activistas y organizaciones de mujeres de 10 países, con el objetivo de contribuir a la apropiación crítica de la economía por parte de las mujeres, a través de la generación de ideas, debates, acciones e iniciativas políticas, su vocera ante este espacio es su fundadora, Alba Carosio.

## Premios y galardones
- Premio Comunicación para la Paz (2014)
- Premio Aníbal Nazoa - Mención "Columna de Opinión" (2015)[23][24]
- Orden “Carmen Clemente Travieso” (2016)[25]